# Propanol
Propanol ali propan-1-ol je alkohol, sestavljen iz treh atomov ogljika, atoma kisika in osmih atomov vodika. Je zelo hitro hlapeč, in lahko vnetljiv. Njegovi hlapi so težji od zraka, zato se zbira ob tleh.
- molekulska formula propanola: C3H7OH.
- racionalna formula propanola: H3C-CH2-CH2-OH.